# 다락방에 핀 꽃
《다락방에 핀 꽃》(Flowers In The Attic)는 미국에서 제작된 제프리 블룸 감독의 1987년 드라마, 스릴러, 공포, 미스터리 영화이다. V. C. 앤드루스의 동명의 1979년 소설에 기반을 두고 있다. 빅토리아 테넌트 등이 주연으로 출연하였고 사이 레빈 등이 제작에 참여하였다.

## 출연

### 주연
- 빅토리아 테넌트
- 크리스티 스완슨
- 젭 스튜어트 애덤스

### 조연
- 벤 라이언 갱거
- 린지 파커

## 기타
- 원작자: 버지니아 C. 앤드류즈
- 미술: 존 무토
- 배역: 페니 페리